# 하인츠 론돈
하인츠 론돈(독일어: Heinz London, 1907–1970)은 독일의 물리학자이다. 형 프리츠 론돈과 함께, 초전도체를 묘사하는 런던 방정식을 발표하였다.

## 생애
1907년 본에서 유대인 가정에 태어났다. 아버지는 프란츠 론돈(독일어: Franz London, 1863–1917)였고, 7세 연상의 형 프리츠 론돈 역시 유명한 물리학자가 되었다.
독일에서 대학을 다니던 도중, 1933년에 나치 당이 집권하면서 반유대주의를 피해 1933년 형 프리츠 론돈과 함께 잉글랜드로 망명하였다. 이후 옥스퍼드 대학교에서 프리츠와 함께 초전도체의 마이스너 효과를 연구하였고, 런던 형제는 이를 설명하는 런던 방정식을 발표하였다.
1961년에 왕립 학회 회원이 되었다. 1970년 사망하였다.